# Garth Brooks
Troyal Garth Brooks (Tulsa, Oklahoma, 7 de febrer de 1962), més conegut com a Garth Brooks, és un cantant estatunidenc de música country que ha contribuït de manera considerable al coneixement i a la promoció d'aquest gènere musical a tot el món.
El seu primer àlbum epònim va aparéixer el 1989 i va atényer el lloc número 2 a la classificació dels US country album chart mentre que va pujar a la tretzena posició al Billboard 200 dels àlbums de música pop. La integració que Brooks ha fet d'elements de música rock a les seues cançons i als concerts li han permés de guanyar-se una enorme popularitat als Estats Units.
Dominant l'estil country, s'ha aproximat de manera progressiva al pop, portant la música country cap a un públic més ampli.

## Carrera d'èxit
Des de 1989, Brooks ha publicat 21 àlbums en total, que inclouen 13 en estudi, un en viu, 3 recopilacions, 3 àlbums de Nadal i 2 box sets, a més de 77 singles. S'ha endut diversos premis importants a la seva carrera com ara 2 Premis Grammy, 16 American Music Awards, el títol d'"Artista dels 90".
Brooks ha gaudit d'una de les carreres més exitoses de la història de la música popular, trencant els seus rècords tant de vendes com d'assistència als seus concerts durant la dècada del 1990. Continua venent els seus discos molt bé i, segons Nielsen Soundscan, les seues vendes d'àlbums a finals del 2009 superen els 68 milions, la qual cosa ha fet d'ell l'artista més que més discos ven d'ençà 1991, més de 7 milions davant els seus rivals més propers, The Beatles.
Segons la RIAA és el solista que més discos ha venut als Estats Units en la història, amb 128 milions de discos venuts, i del total, només superat pels Beatles.

## Retirada temporal
Amoïnat pels conflictes entre la seua carrera i la família, Brooks es va retirar de la gravació i actuació d'ençà el 2001 fins al 2009. En aquest període ha venut milions d'àlbums mitjançant un contracte de distribució exclusiu amb Wal-Mart i a esporàdicament ha publicat nous singles. El 2005, Brooks va iniciar una reaparició parcial, i des d'aleshores ha fet diverses actuacions i tret dues recopilacions.
El 15 d'octubre de 2009, Garth Brooks va anunciar el final de la seua retirada. Al desembre de 2009, va signar un contracte de 5 anys de concerts amb l'Hotel Encore a Las Vegas Strip.
El 2010, les vendes mundials de Brooks superen els 200 milions de discos.

## Discografia
Brooks ha publicat sis àlbums que han merescut un disc de diamants als Estats Units: Garth Brooks (10 discos de platí), No Fences (17 discos de platí), Ropin' the Wind (14 discos de platí), The Hits (10 discos de platí), Sevens (10 discos de platí) i Double Live (21 discos de platí).
Àlbums d'estudi
- 1989: Garth Brooks
- 1990: No Fences
- 1991: Ropin' the Wind
- 1992: The Chase
- 1993: In Pieces
- 1995: Fresh Horses
- 1997: Sevens
- 2001: Scarecrow
- 2005: The Lost Sessions
- 2014: Man Against Machine
- 2016: Gunslinger
- 2020: Fun
- 2023: Time Traveler

Altres àlbums/recopilations
- 1994: The Garth Brooks Collection
- 1994: The Hits
- 1998: Double Live
- 2007: The Ultimate Hits

## Guardons
Nominacions
- 1999: Grammy al millor àlbum de country